# Teoria Hipodèrmica de la Comunicació

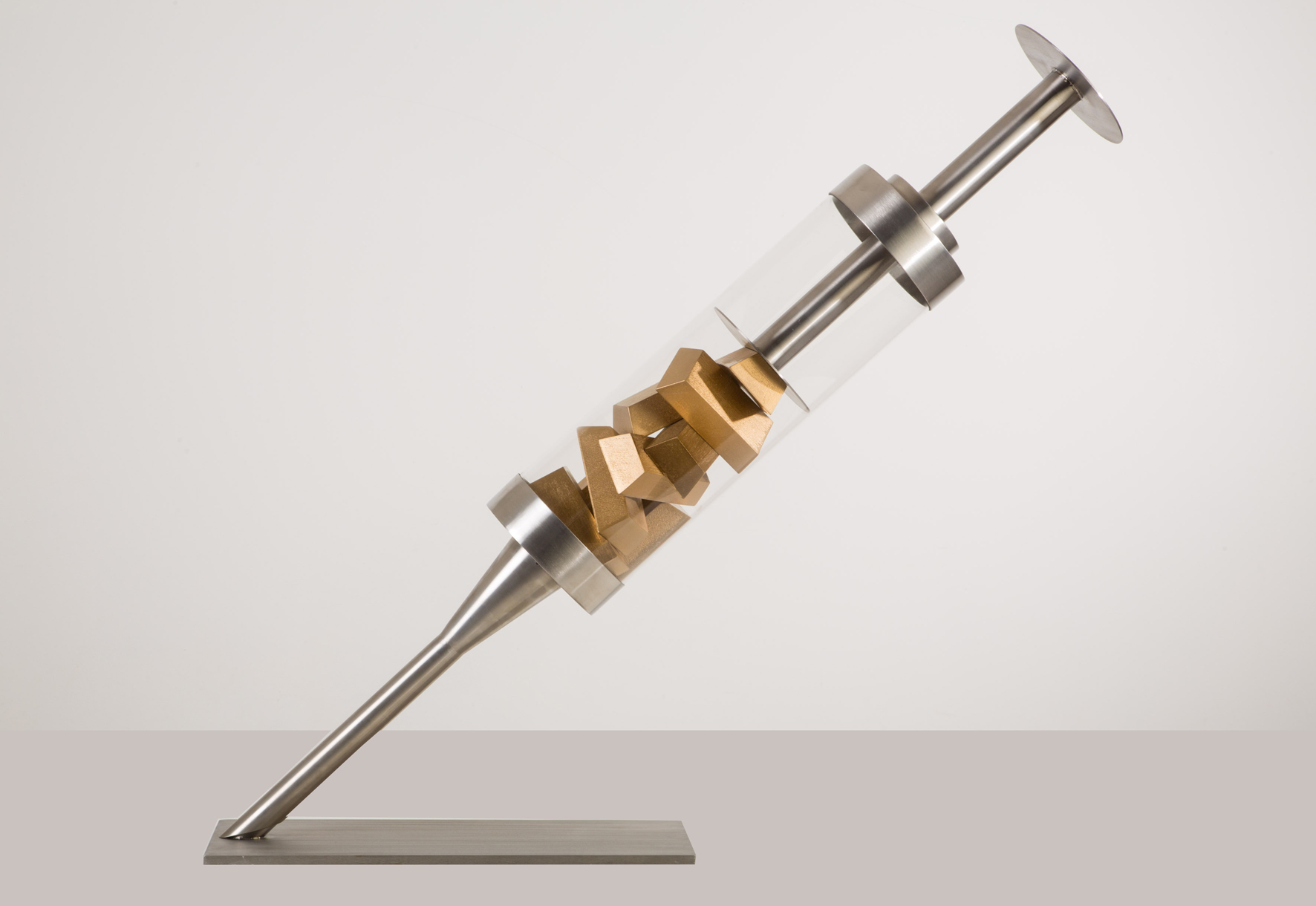
El model de xeringa hipodèrmica serveix a aquells que pensen que les idees s'injecten com les substàncies químiques en pacients passius.

La Teoria Hipodèrmica de la Comunicació (també coneguda com el model de corretja de transmissió o teoria de la bala màgica), és més una metàfora popular que una teoria o model per explicar els efectes de la comunicació de masses sobre l'opinió pública.
Aquesta metàfora va sorgir a finals de l'any 1920 arran d'uns estudis realitzats amb l'objectiu d'analitzar la influència de la propaganda en la participació ciutadana massiva durant la Primera Guerra Mundial. Els elements que més caracteritzaren el context de la teoria hipodèrmica són, per una banda, justament la novetat del fenomen de les comunicacions de masses, i per l'altra banda, la connexió de l'esmentat fenomen amb les tràgiques experiències totalitàries d'aquell període històric. Reclosa entre aquests dos elements, la teoria hipodèrmica és una aproximació global al tema dels mitjans, indiferent a la diversitat entre els diferents mitjans, que respon principalment a la pregunta: quin efecte produeixen els mitjans a una societat de masses?
| «                                                           | Els elements que més caracteritzaren el context de la teoria hipodèrmica són, per una banda, justament la novetat del fenomen de la comunicació de masses, i per l'altra banda, la connexió de l'esmentat fenomen amb les tràgiques experiències totalitàries d'aquell període històric. Reclosa entre aquests dos elements, la teoria hipodèrmica és una aproximació global al tema dels mitjans, indiferent a la diversitat entre els diferents mitjans, que respon principalment a la pregunta: quin efecte produeixen els mitjans a una societat de masses? | » |
| — Mauro Wolf , La investigación de la comunicación de masas | |   |

## Concepte
La visió de la Teoria Hipodèrmica de la Comunicació es basa en la hitòtesi que els mitjans de comunicació actuarien enviant missatges quasi imperceptibles a un públic massiu de manera que els missatges enviats s'assumirien com a propis i es reproduirien d'una manera automatitzada sense reflexió. D'aquesta manera, s'atribueixen als mitjans de comunicació uns mecanismes d'influència  poderosos i definirien a l'audiència com una mena d'entitat passiva que reaccionaria de manera instintiva.
Arran d'aquesta reflexió, s'atorgaria als mitjans de comunicació un efecte immediat, directe i quasi il·limitat sobre l'audiència convertint-los en una eina molt poderosa capaç d'alterar la conducta de les persones sense que aquestes se n'adonessin; d'aquí el mot d'agulla hipodèrmica. Aquest esquema seria associable a conegut de Pavlov del tipus estímul-resposta que s'associaria estructuralment a la implantació d'una distinció i asimetria entre l'emissor y el receptor.

## Origen
La Teoria Hipodèrmica de la Comunicació es defineix a les acaballes dels anys 20 després de la Primera Guerra Mundial. S'emmarca dins dels estudis Mass Communication Research que és la denominació de tot un grup d'estudis que empraven la psicologia conductista i la sociologia funcionalista com a eines. Estudiosos eren marcats per l'efecte i l'ús de propaganda durant el conflicte. Per això se cerca una explicació del funcionament de la propaganda durant la Primera Guerra Mundial i els suposats efectes sobre la població.
L'ideòleg és el politòleg Harold D. Lasswell qui defensava que la propaganda i la democràcia eren dos elements que es necessiten mútuament. D'aquesta manera caracteritzava la propaganda de manera positiva, ja que aquesta produïa l'adhesió de la població als plans dels dirigents polítics. Cal remarcar que Lasswell no era un estudiós de la comunicació sinó un sociòleg i és per això que fa eixes consideracions sobre propaganda, comunicació i democràcia.

## Mecànica de la teoria hipodèrmica
La teoria s'inspira del model d'estímul-resposta de la psicologia conductista del gos de Pavlov. D'aquesta manera la massa que rep els missatges només pot processar-los de manera quasi automàtica. Seguint la metàfora de l'agulla hipodèrmica aquesta mecànica es basa en la producció de missatges que s'infiltren en la pell del cos social de manera que aquest els reprodueix i els assumeix com a propis

## Model telègraf
D'altra banda, Lasswell va plantejar l'anomenat model telègraf, que suposaria una evolució en la teoria hipodèrmica en molts dels seus aspectes. Aquest model presenta una descripció de la situació de comunicació com ara "qui diu que a qui per quin canal i amb quin efecte" (emissor-missatge-receptor-canal efecte). Tot i que aquest model suposa un perfeccionament de la teoria que ens ocupa, els principis fonamentals d'aquesta segueixen endavant com ara, l'asimetria de rols entre emissor (és actiu) i receptor (és passiu), i la tendència a la unidireccionalitat que és un missatge entès com una sèrie de continguts predissenyats i preconcebuts. Estructura els seus components entorn de quatre factors:
1. Tendència a la unidireccionalitat del procés, que es converteix en més informatiu que plenament dialògic o comunicatiu.
2. Emissor en posició de privilegi, que reflecteix la seva posició en l'estructura social i al mateix temps la reforça en l'àmbit de la comunicació.
3. Receptor com a rol bàsicament passiu, a l'expectativa d'un missatge la producció del qual no controla i al que sols pot respondre de forma secundària y perifèrica.
4. El missatge s'estableix més bé com una sèrie de continguts preconcebuts y predissenyats el nexe estructural del qual manifesta una desigualtat de l poder comunicatiu i social.

## Crítiques a la teoria hipodèrmica
Els crítics com Paul Lazarsfeld i Robert Merton intenten superar aquest esquema hipodèrmic centrant-se en el fet que entre l'estímul i la resposta no hi ha un buit, sinó que hi ha altres elements que també influeixen com són els factors socials, econòmics, psicològics, etc. Aquesta reflexió es recull sota la denominació de Teoria dels efectes limitats. També hi va haver altres experts que criticaren la Teoria Hipodèrmica de la Comunicació com J.T. Klapper o C.E. Shannon i W. Weaver fundadors de la Teoria matemàtica de la comunicació, basada en la mediació tecnològica de la comunicació i considerada com l'origen de la Teoria de la informació.
La crítica a aquesta teoria es basa en el fet que els teòrics que la defineixen plantegen un individu aïllat però, en realitat, aquest individu no està totalment aïllat, ja que també cal tenir en compte altres factors situats en l'espai entre l'emissor i el receptor. També cal remarcar l'assimilació que fa Laswell entre propaganda i comunicació, la seva caracterització positiva de la propaganda no qüestiona ni el model desigual de comunicació que proposa ni els interessos que en última instància són protegits per part de l'elit política. Així doncs, cal dir que la reacció estímul-resposta que defèn la Teoria Hipodèrmica no és ni immediata, ni generalitzada, ni mecànica; encara que s'ha de remarcar que en el context en què es va formular la teoria hipodèrmica de la comunicació encaixava perfectament.